# Annie (film fra 1982)
 For alternative betydninger, se Annie. (Se også artikler, som begynder med Annie)
Annie er en amerikansk familiefilm fra 1982, instrueret af John Huston og koreograferet af Arlene Phillips.
Rollerne spilles af Albert Finney, Carol Burnett, Ann Reinking, Tim Curry, Bernadette Peters, Geoffrey Holder, Edward Herrmann og Aileen Quinn i sin filmdebut. Familiefilmen er baseret på Broadway-produktionen af samme navn af Charles Strouse, Martin Charnin og Thomas Meehan, som igen er baseret på tegneserien Little Orphan Annie fra 1924 af Harold Gray.
Filmen blev nomineret til bedste scenografi og bedste soundtrack ved Oscaruddelingen i 1983.